# 金成パーキングエリア
金成パーキングエリア（かんなりパーキングエリア）は、宮城県栗原市金成藤渡戸にある東北自動車道のパーキングエリア。
東北自動車道の宮城県内において、最も北に位置するパーキングエリアである。

## 施設

### 上り線（仙台・福島方面）
- 管理：ネクスコ東日本エリアトラクト[1]
- 運営：セブン・イレブン・ジャパン[2]
- 駐車場[2]
  - 大型 30台
  - 小型 24台
- トイレ[2]
  - 男性 大2・小5
    - オストメイト対応設備が設置されている[3]。

  - 女性 5（和式1・洋式4）
    - オストメイト対応設備が設置されている[3]。
    - 同伴の男児用 1

  - 身障者用 1
- コンビニエンスストア セブン-イレブン（24時間）[2][4]
- コインシャワー（24時間）[4][2]
- 生活・暮らし
  - 自動販売機
  - E-NEXCO Wi-Fi SPOT
- 休憩
  - パウダーコーナー
  - 喫煙所
- 自動体外式除細動器（AED）
- 高速道路サービス
  - ウォークインゲート[2]
  - ハイウェイスタンプ（24時間）

### 下り線（盛岡・青森方面）
- 管理：ネクスコ東日本エリアトラクト[1]
- 運営：セブン・イレブン・ジャパン[5]
- 駐車場[5]
  - 大型 24台
  - 小型 22台
- トイレ[5]
  - 男性 大2・小5
    - オストメイト対応設備が設置されている[3]。

  - 女性 5（和式1・洋式4）
    - オストメイト対応設備が設置されている[3]。
    - 同伴の男児用 1

  - 身障者用 1
- コンビニエンスストア セブン-イレブン（24時間）[5][4]
- シャワー（24時間）[5][4]
- 生活・暮らし
  - 自動販売機
  - E-NEXCO Wi-Fi SPOT
- 休憩
  - パウダーコーナー
  - 喫煙所
- 自動体外式除細動器（AED）
- 高速道路サービス
  - ウォークインゲート[5]
  - ハイウェイスタンプ（24時間）

## 隣
E4 東北自動車道
(33)若柳金成IC - 金成PA - (34)一関IC